# World of Warcraft
World of Warcraft, abgekürzt WoW, ist ein über das Internet spielbares Computer-Rollenspiel (MMORPG) des US-amerikanischen Spielentwicklers Blizzard Entertainment. Es wurde 2004 erstmals veröffentlicht, in Europa erschien es 2005, später auch in anderen Ländern, unter anderem in der Volksrepublik China.
World of Warcraft erhielt 2009 den Guinness-Weltrekord für das beliebteste Multiplayer-Online-Rollenspiel. Bis Juli 2012 generierte das Spiel über zehn Milliarden US-Dollar Umsatz und machte es damit zum erfolgreichsten Computerspiel. Um World of Warcraft spielen zu können, muss ein monatliches Entgelt entrichtet werden. Daneben gibt es eine kostenlose, mit Einschränkungen verbundene „Starter Edition“.
Seit dem Erscheinen der Grundversion wurden die Erweiterungen The Burning Crusade (2007), Wrath of the Lich King (2008), Cataclysm (2010), Mists of Pandaria (2012), Warlords of Draenor (2014), Legion (2016), Battle for Azeroth (2018), Shadowlands (2020), Dragonflight (2022) und The War Within (2024) veröffentlicht. 2019 erschien eine Wiederveröffentlichung der Grundversion und 2021 eine Wiederveröffentlichung von The Burning Crusade. 2022 folgte die Wiederveröffentlichung von Wrath of the Lich King und im Mai 2024 von Cataclysm.

## Gameplay
In World of Warcraft erstellt der Spieler einen Charakter. Dabei sind Frisur, Hautfarbe, Gesichtsmerkmale, Bart und anderes frei wählbar. Der Spieler muss sich bei der Erstellung seines Charakters für eine der beiden Fraktionen Allianz oder Horde entscheiden. Von dieser Wahl ist es abhängig, auf welcher Seite der Spieler kämpfen und welche Völker er wählen kann. Auf Seiten der Allianz kann man sich zwischen Menschen, Nachtelfen, Zwergen, Gnomen, Draenei, Worgen, Lichtgeschmiedeten Draenei, Leerenelfen, Dunkeleisenzwergen, Kul Tiranern und Mechagnomen entscheiden, während man auf der Hordenseite Orcs, Tauren, Untote, Trolle, Blutelfen, Goblins, Nachtgeborene, Hochbergtauren, Mag'hars, Zandalaritrollen und Vulperas wählen kann. Zudem ist es möglich, Pandaren zu spielen, die sich im Laufe des Spiels für eine Fraktion entscheiden können. Insgesamt stehen zwölf Klassen zur Verfügung: Druide, Hexenmeister, Jäger, Krieger, Magier, Paladin, Priester, Schamane, Schurke, Todesritter, Mönch und Dämonenjäger. Die Wahl des Volkes schränkt die Klassenwahl ein, da nicht alle Klassen jedem Volk zur Verfügung stehen.
Als ein Ziel von World of Warcraft kann man den Aufstieg des erstellten Charakters bis zur Maximalstufe 60 betrachten. Eine weitere mögliche Motivation ist das Ergattern besonderer Ausrüstung.

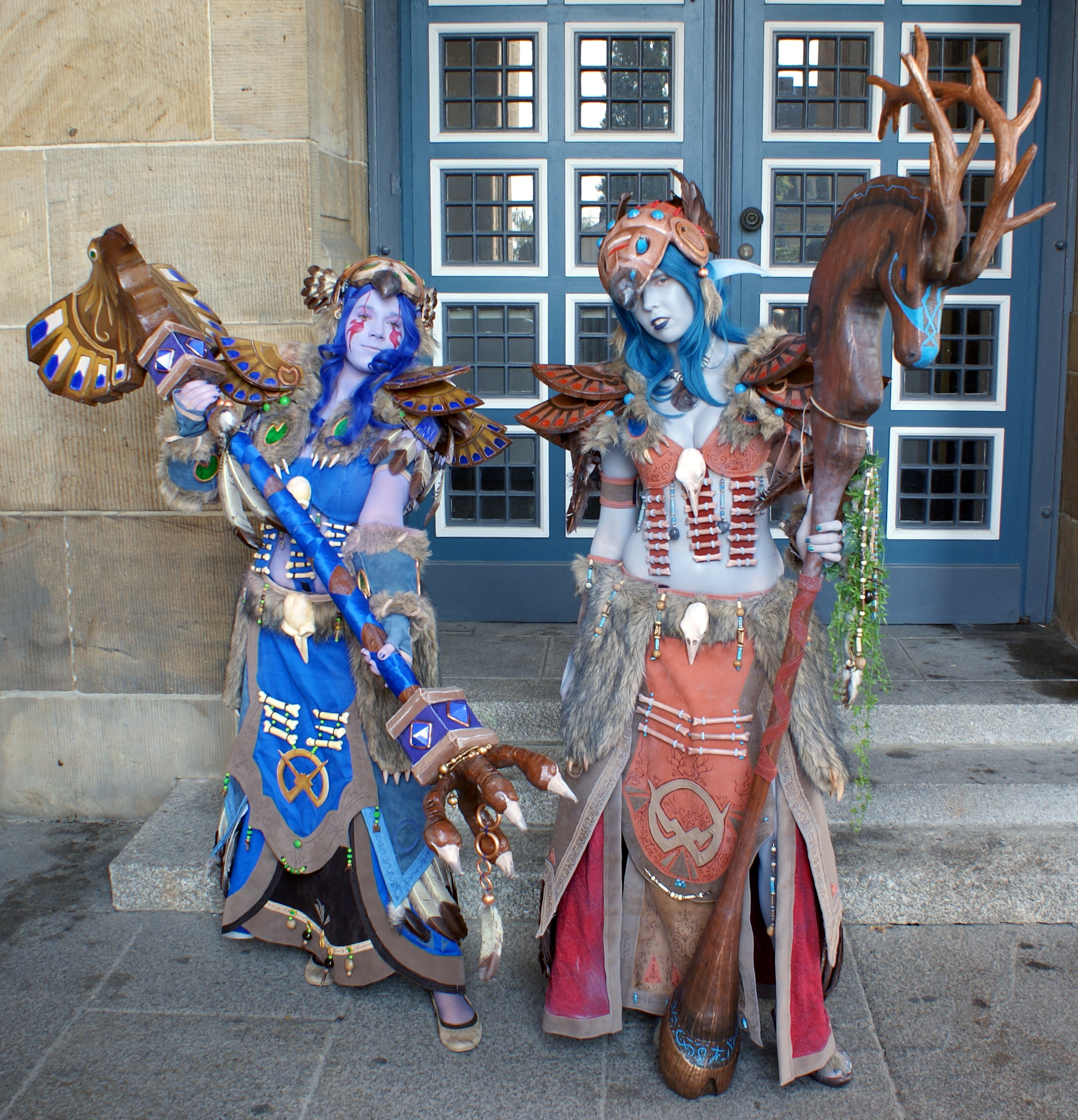
Zwei Cosplayer, als Nachtelf-Druidinnen verkleidet

### Erfahrungspunkte
Um seinen Avatar aufsteigen zu lassen, muss man Erfahrungspunkte (engl. experience points, kurz XP) sammeln. Diese bekommt man z. B. als Belohnung, wenn man Quests (engl. für Aufgabe, Mission) annimmt und erfüllt. Außer Erfahrungspunkten gewähren diese auch Belohnungen in Form von virtuellem Geld (Bronze, Silber und Gold) oder Ausrüstung (engl. Items). Insgesamt gibt es mehr als 10.000 verfügbare Quests. Manche Quests lassen sich nur in einer Gruppe mit anderen Spielern lösen. Außerdem erhält der Avatar Erfahrungspunkte für Siege gegen computergesteuerte Charaktere und Monster. Auch für das Erkunden unbekannter Gebiete gibt es Erfahrungspunkte. Nach dem Erreichen einer bestimmten Anzahl von Erfahrungspunkten steigt der Charakter automatisch um eine Stufe auf. Jeder Stufenanstieg gewährt dem Avatar neue Fähigkeiten und einen sogenannten Talentpunkt. Mit diesem kann der Spieler eines von mehreren Talenten – i. e. wählbare Fähigkeiten – erlangen und sich so individualisieren.

### Rassen
| Volk                      | Druide | Hexenmeister | Jäger | Krieger | Magier | Paladin | Priester | Schamane | Schurke | Todesritter | Mönch | Dämonenjäger |
| ------------------------- | ------ | ------------ | ----- | ------- | ------ | ------- | -------- | -------- | ------- | ----------- | ----- | ------------ |
| Menschen ✔                |        | ✔            | ✔     | ✔       | ✔      | ✔       | ✔        |          | ✔       | ✔           | ✔     |              |
| Zwerge ✔                  |        | ✔            | ✔     | ✔       | ✔      | ✔       | ✔        | ✔        | ✔       | ✔           | ✔     |              |
| Gnome ✔                   |        | ✔            | ✔     | ✔       | ✔      |         | ✔        |          | ✔       | ✔           | ✔     |              |
| Nachtelfen ✔              | ✔      |              | ✔     | ✔       | ✔      |         | ✔        |          | ✔       | ✔           | ✔     | ✔            |
| Draenei ✔                 |        |              | ✔     | ✔       | ✔      | ✔       | ✔        | ✔        |         | ✔           | ✔     |              |
| Worgen                    | ✔      | ✔            | ✔     | ✔       | ✔      |         | ✔        |          | ✔       | ✔           |       |              |
| Leerenelfen               |        | ✔            | ✔     | ✔       | ✔      |         | ✔        |          | ✔       | ✔           | ✔     |              |
| Lichtgeschmiedete Draenei |        |              | ✔     | ✔       | ✔      | ✔       | ✔        |          |         | ✔           |       |              |
| Dunkeleisenzwerge         |        | ✔            | ✔     | ✔       | ✔      | ✔       | ✔        | ✔        | ✔       | ✔           | ✔     |              |
| Kul Tiraner               | ✔      |              | ✔     | ✔       | ✔      |         | ✔        | ✔        | ✔       | ✔           | ✔     |              |
| Mechagnome                |        | ✔            | ✔     | ✔       | ✔      |         | ✔        |          | ✔       | ✔           | ✔     |              |
| Orcs ✔                    |        | ✔            | ✔     | ✔       | ✔      |         |          | ✔        | ✔       | ✔           | ✔     |              |
| Untote ✔                  |        | ✔            | ✔     | ✔       | ✔      |         | ✔        |          | ✔       | ✔           | ✔     |              |
| Tauren ✔                  | ✔      |              | ✔     | ✔       |        | ✔       | ✔        | ✔        |         | ✔           | ✔     |              |
| Trolle ✔                  | ✔      | ✔            | ✔     | ✔       | ✔      |         | ✔        | ✔        | ✔       | ✔           | ✔     |              |
| Blutelfen ✔               |        | ✔            | ✔     | ✔       | ✔      | ✔       | ✔        |          | ✔       | ✔           | ✔     | ✔            |
| Goblin                    |        | ✔            | ✔     | ✔       | ✔      |         | ✔        | ✔        | ✔       | ✔           |       |              |
| Nachtgeborene             |        | ✔            | ✔     | ✔       | ✔      |         | ✔        |          | ✔       | ✔           | ✔     |              |
| Hochbergtauren            | ✔      |              | ✔     | ✔       |        |         |          | ✔        |         | ✔           | ✔     |              |
| Mag'har Orcs              |        |              | ✔     | ✔       | ✔      |         | ✔        | ✔        | ✔       | ✔           | ✔     |              |
| Zandalaritrolle           | ✔      |              | ✔     | ✔       | ✔      | ✔       | ✔        | ✔        | ✔       | ✔           | ✔     |              |
| Vulpera                   |        | ✔            | ✔     | ✔       | ✔      |         | ✔        | ✔        | ✔       | ✔           | ✔     |              |
| Pandaren                  |        |              | ✔     | ✔       | ✔      |         | ✔        | ✔        | ✔       | ✔           | ✔     |              |

Die Neuerungen von The Burning Crusade sind hellgrün.

Die Neuerungen von Wrath of the Lich King sind violett.

Die Neuerungen von Cataclysm sind rot.

Die Neuerungen von Mists of Pandaria sind blau.

Die dunkelgrün gekennzeichneten Völker wurden mit Warlords of Draenor optisch verschönert.

Die Neuerungen von Legion sind türkis.

Die Neuerungen von Battle for Azeroth sind orange.

### Kampf
Die Kampffähigkeiten der einzelnen Klassen unterscheiden sich. Einige eignen sich besser für den Nahkampf (engl. melee), andere für den Fernkampf (engl. range). Wenn mehrere Spieler gemeinsam in einer Gruppe kämpfen, so sollte sich jedes Gruppenmitglied für eine der drei folgenden Aufgaben konzentrieren:
- Schadensverursacher (abgekürzt DPS für damage per second oder DD für Damage Dealer): Schadensverursacher können sehr viel Schadenspunkte verursachen (per Nahkampf, Fernkampf oder mit Zaubern). Durch ihre aber vergleichsweise schwache Rüstung ist ihr Widerstand gegen Effekte von Gegnern geringer.
- Schadensaufsauger (Tank, engl. für Panzer): Tanks sind besonders widerstandsfähig. Ihre Aufgabe ist es, andere Spieler zu beschützen, indem sie Angriffe auf sich lenken oder die Gegner mit Kontrolleffekten behindern.
- Heiler: Heiler unterstützen andere Spieler mit Heilungen, Stärkungseffekten oder anderen Fähigkeiten zugunsten ihrer Verbündeten.

Doch ungeachtet ihrer Rolle können alle Klassen auch alleine gespielt werden. Einige Klassen sind in der Rolle, die sie übernehmen können, eingeschränkt. Hexenmeister, Schurken, Magier und Jäger können beispielsweise nur als Schadensverursacher dienen. Andere Klassen wie Druiden oder Mönche wiederum können alle drei Rollen übernehmen. Jede Klasse verfügt über drei verschiedene Talentspezialisierungen. Der Druide besitzt vier davon. Jede Talentspezialisierung verändert das Gameplay der jeweiligen Klasse. Ab Charakter mit der Stufe 10 ist es möglich, jederzeit zwischen zwei Talentverteilungen zu wechseln. So kann ein Charakter während des Spiels beispielsweise zwischen einem Schadensverursacher- und einem Heilertalentbaum hin- und herwechseln.

### Realms
Neben den verschiedenen Gestaltungsmöglichkeiten und den Kombinationen aus Völkern und Klassen kann der Spieler seinen Charakter auf verschiedenen Realms (engl. für Server) erstellen. Es gibt drei Realm-Cluster: einen amerikanischen, einen asiatischen und einen europäischen Realm-Cluster. In jedem gibt es verschiedene Realms, die sich neben Sprache und Zeitzone auch in der Zielgruppe unterscheiden:
- Normale Realms: Der Kampf und das Lösen von Quests stehen im Vordergrund.
- RP-Realms (Abkürzung für Role Playing): Auf diesen Realms steht der Rollenspielaspekt im Vordergrund.

### Berufe
Jeder Spieler hat die Möglichkeit, seinen Charakter Berufe erlernen zu lassen, die in Primär- und Sekundärberufe unterteilt werden. Es können maximal zwei Primärberufe erlernt werden, allerdings alle Sekundärberufe.
| Beruf             | Beschreibung                                                      | Typ           |
| ----------------- | ----------------------------------------------------------------- | ------------- |
| Alchemie          | Herstellung von Elixieren und Tränken aus Kräutern                | Primärberuf   |
| Angeln            | Angeln in allen Gewässern                                         | Sekundärberuf |
| Archäologie       | Suchen nach Artefakten, die Belohnungen bringen                   | Sekundärberuf |
| Bergbau           | Ausgrabung von Erzen                                              | Primärberuf   |
| Ingenieurskunst   | Entwicklung von hilfreichen Gegenständen                          | Primärberuf   |
| Inschriftenkunde  | Herstellung von Gegenstandsverbesserungen und Glyphen             | Primärberuf   |
| Juwelenschleifen  | Herstellung von Juwelen und Schmuckstücken aus Erzen und Metallen | Primärberuf   |
| Kochkunst         | Kochen von Essen und Trinken aus verschiedenen Zutaten            | Sekundärberuf |
| Kräuterkunde      | Ernte von Kräutern                                                | Primärberuf   |
| Kürschnerei       | Sammeln von Leder                                                 | Primärberuf   |
| Lederverarbeitung | Fertigung von Lederausrüstung aus Leder                           | Primärberuf   |
| Schmiedekunst     | Fertigung von Plattenausrüstung aus Metallen und Erzen            | Primärberuf   |
| Schneiderei       | Fertigung von Stoffausrüstung aus Stoffen                         | Primärberuf   |
| Verzauberkunst    | Verzaubern und Entzaubern von Gegenständen                        | Primärberuf   |

Dem Spieler steht die Wahl der Berufe frei, wobei sich einige Kombinationen von Primärberufen durch ihre Abhängigkeit anbieten. Zum Beispiel sind Kürschnerei und Lederverarbeitung eine nützliche Kombination, da das gewonnene Leder aus den toten Tieren direkt verarbeitet werden kann. Ein Avatar startet mit jedem Beruf mit der Fertigkeitsstufe 1, die durch das Sammeln von Rohstoffen, das Herstellen von Gegenständen und das Ver- und Entzaubern von Gegenständen gesteigert werden kann. Dadurch werden neue Rezepte erlernt. Im Gegensatz zu den Nebenberufen können Hauptberufe wieder verlernt werden, was zur Folge hat, dass die bis dahin gesammelten Fertigkeitspunkte in diesem Beruf verloren gehen.

### Gilden
Spieler können sich auf einem gemeinsamen Realm zu einer Gilde (engl. Guild) zusammenschließen. Zur Gründung einer Gilde wird eine Mindestanzahl von verschiedenen Avataren benötigt. Der Name der Gilde kann vor der Gründung frei gewählt werden. Eine Gilde kann mit einem Clan verglichen werden. Innerhalb einer Gilde werden Gegenstände oft günstig verkauft, getauscht oder verschenkt. Die Spieler lernen sich besser kennen und finden leichter jemanden, mit dem sie zusammen spielen können. Zudem wird das Spielgefühl in einer Gilde intensiviert und verbessert, da man oft mit Leuten zusammenspielt, die dieselben Interessen verfolgen. Zum Beispiel lässt sich ein schwieriger Schlachtzugsboss nur mit einem sehr guten Zusammenspiel einer Gilde bewältigen. Eine Gilde bringt auch direkte spielmechanische Vorteile mit sich. So können Gilden mit fortschreitender Entwicklung Fertigkeiten für ihre Mitglieder freischalten, beispielsweise einen höheren Erfahrungspunktegewinn oder eine schnellere Fortbewegung.
Jede Gilde kann sich bis zu acht Gildenbankfächer kaufen. Die ersten sechs Fächer sind mit einer pro Stufe steigenden Menge Gold käuflich erwerbbar, während Fach sieben und acht einen Gildenerfolg benötigen. In der Gildenbank können Gegenstände und Gold gelagert werden. Wenn Spieler derselben Gilde zusammen Herausforderungen bestreiten, wird eine Belohnung für die Gildenbank gewährt. Innerhalb einer Gilde gibt es eine eigenständig aufgebaute Organisation. So kann die Organisation beispielsweise in einen Gildenmeister, zwei Offiziere und mehrere Mitglieder aufgebaut sein, aber auch nur einen Gildenmeister und alle anderen Gildenmitglieder sind Offiziere. Die einzelnen Organisationsorgane sind frei benennbar.

### Spieler gegen Spieler (PvP)
Eine Hauptbeschäftigung von Spielern ist es, gegen andere Spieler anzutreten. Dies nennt man PvP, dt. Spieler gegen Spieler. Es gibt drei Arten, sich mít anderen Spielern zu messen:
- Schlachtfelder (engl. Battlegrounds, BGs abgekürzt): Instanzen, in denen sich Teams der gegnerischen Fraktionen in einer zielbasierten Schlacht gegenübertreten. Dabei unterscheiden sich die Arten der verfügbaren Schlachtfelder zwischen Ressourcenwettlauf, Flaggeneroberung und Kriegsführung. Daneben gibt es gewertete Schlachtfelder, bei denen, wenn man den Kampf gewinnt, das Matchmaking Rating (engl. für Spielersuche-Wertung, MMR abgekürzt) des jeweiligen Charakters steigt. Das MMR stellt sicher, dass Spieler immer mit anderen und gegen andere Spieler ähnlichen Könnens antreten.
- Arenen: Kampf von 2er, 3er oder 5er Teams gegen andere Teams dieser Größe. Basiert ebenfalls auf dem MMR-Prinzip.
- Welt-PvP (engl. World-PvP): Gefechte in umkämpften Gebieten und an Konfliktschauplätzen ohne jegliche MMR-Bindung.

Beim Bestreiten dieser drei Arten gibt als Belohnung Ehrenpunkte und Eroberungspunkte, die gesammelt werden und als Währung zum Kauf von Ausrüstung eingesetzt werden. Spieler, die in gewerteten Arenen oder gewerteten Schlachtfeldern eine besonders hohe Wertung erreichen, stehen qualitativ höherwertige Ausrüstungsgegenstände zur Verfügung. In unregelmäßigen Abständen (bisher zwischen 17 und 33 Wochen), oft aber zusammen mit einem größeren Inhaltspatch, startet eine neue PvP-Saison. Dazu werden alle MMRs zurückgesetzt und es werden neue Gegenstände erhältlich. Zudem gibt es für die besten Spieler der vorherigen Saison seltene Belohnungen wie Titel oder Reittiere.

### Spieler gegen Umgebung (PvE)
Eine weitere Hauptbeschäftigung in World of Warcraft ist es, Dungeons und Schlachtzüge zu absolvieren. Diese werden dem PvE, dt. Spieler gegen Umgebung, zugeordnet.
- Dungeons: Bei Dungeons handelt es sich um instanzierte Schauplätze, bei denen es gilt, die dortigen computergesteuerten Gegner zu besiegen. Sie werden ab der Stufe 15 verfügbar und erstrecken sich bis zur Stufe 100. Ein Dungeon ist in Trashkämpfe und Bosskämpfe unterteilt. Trash (engl. Müll) sind einfache zu besiegende Gegner, während Bosse schwierige Gegner darstellen. Jeder Boss bringt seine eigenen Fähigkeiten mit sich, die von den Spielern entgegengetreten werden müssen. Wenn ein Boss stirbt, lässt er Beute (engl. Loot) fallen. Dungeons gibt es in den Schwierigkeitsgraden Normal, Heroisch und Mythisch. Ein Dungeon ist für eine Gruppe mit fünf Spielern gedacht. Umgangssprachlich wird für einen Dungeon auch der Begriff Instanz verwendet.
- Schlachtzüge (engl. Raids): Schlachtzüge sind weiträumigere Instanzen, die für mehr Spieler gedacht sind. Schlachtzüge gibt es in den Schwierigkeitsgraden Schlachtzugsbrowser, Normal, Heroisch und Mythisch.

Einen Dungeon kann man mit Hilfe des Gruppensuchsystems betreten. Es wird dann automatisch eine Gruppe für einen Dungeon zusammengestellt. Schlachtzüge können sich bilden, in dem sich Spieler über das Suche-nach-Gruppe-Tool (engl. Looking for group, LFG abgekürzt) anmelden.

### Ruf
Durch das Erfüllen von Quests oder das Töten von bestimmten Gegnern kann der Charakter seinen Ruf bei den verschiedenen Fraktionen verbessern oder auch verschlechtern. Erst ein genügend hoher Ruf-Wert bei einer Fraktion ermöglicht es zum Beispiel, hochwertige Gegenstände (auch Reittiere) bei NPCs dieser Fraktion zu kaufen. Ein niedriger Ruf-Wert kann dazu führen, dass NPCs dieser Fraktion den Spieler bei Sicht sofort Angreifen. Das Ruf-System ist natürlich zahlenbasiert, aber es gibt Ruf-Stufen (von negativ zu positiv): Hasserfüllt, Feindselig, Unfreundlich, Neutral, Freundlich, Wohlwollend, Respektvoll und Ehrfürchtig.

### Erfolgssystem
Mit dem Patch 3.0 wurde das Erfolgssystem integriert. Hier werden die meisten Ereignisse, die ein Spieler während des Spielens erlebt, festgehalten und als Erfolg hinterlegt, zum Beispiel das Erkunden von Orten, das Bewältigen von Schlachtzügen und das Erhalten von Reit- und Haustieren. Daneben gibt es Heldentaten, die nicht von vornherein hinterlegt sind und erst als Erfolg eingetragen werden, wenn der Spieler ihn errungen hat. Zudem sind diese meist nicht durch neue Spieler erreichbar. Die eigenen Erfolge können mit denen anderer Spieler verglichen werden. Für manche Erfolge gibt es neue Titel, Reittiere oder Spielzeuge. Keiner der über das Erfolgssystem zu erhaltenden Gegenstände macht den Charakter jedoch stärker, sie dienen nur der Belohnung des Spielers.

### Kommunikation im Spiel
Innerhalb des Spieles können sich Spieler mit anderen Spielern ihrer Fraktion über Chatkanäle unterhalten. In diesen Kanälen wird per Text miteinander kommuniziert. Es stehen allgemeine Befehle zur Verfügung, mit denen man etwas zu allen in der Nähe stehenden Spielern sagen oder aber im gesamten Gebiet schreien kann. Auch finden sich vorgefertigte Kanäle, in denen man zum Beispiel allgemeine Fragen stellen, Handel treiben oder die Verteidigung gegen Angreifer organisieren kann. In der grafischen Bedienoberfläche des Spiels kann man zudem einen Schimpfwortfilter einstellen, der jedoch nicht alle Beleidigungen erkennen kann und manchmal auch fälschlicherweise harmlose Worte als Beleidigung erkennt. Dies kommt dadurch zustande, dass die Schimpfwortfilter auch englische Wörter zensieren, die in der deutschen Sprache eine andere Bedeutung haben.
Vor Patch 2.0 gab es auch einen separaten Suche-nach-Gruppe-Kanal, der das Suchen nach einer Gruppe oder weiteren Mitstreitern ermöglichte. Seit dem besagten Patch gibt es ein eingebautes Gruppensuch-System, das automatisch Gruppen zusammenstellt. Es kann z. B. eine Instanz oder eine Quest ausgewählt werden, und das Suchsystem sucht andere Spieler, die ebenfalls auf der Suche nach einer Gruppe für diese sind. Danach wird die Gruppe automatisch zusammengestellt und der Gruppenleiter zufällig ausgewählt.
Mit dem Patch 2.1 ist der Suche-nach-Gruppe-Kanal in modifizierter Form wieder vorhanden. Der Kanal wird nun über das Gruppensuchsystem gesteuert. Bei Eintragung in das System wird der Channel automatisch betreten und bei Deaktivierung verlassen.
Mit dem Patch 3.3 wurde das Gruppensuchsystem grundlegend verändert und damit auch der Suche-nach-Gruppe-Kanal. Seitdem ist der Chat-Kanal nur noch verfügbar, wenn sich der Charakter in einer der Hauptstädte im Spiel aufhält, und er ist unabhängig von der Gruppensuch-Funktion.
Zusätzlich steht im Spiel ein Postsystem zur Verfügung, das über Briefkästen vor Gasthäusern oder Banken der verschiedenen Städte benutzt werden kann. Mit diesem kann man Spielern nicht nur Nachrichten schicken, sondern auch Gold oder Waren zukommen lassen. Das Versenden von Gold, einfachen Briefen und Gegenständen dauert eine Stunde. Ausgenommen ist das Versenden an einen Charakter, der zum selben World-of-Warcraft-Nutzerkonto gehört, oder an Mitglieder der eigenen Gilde, sofern diese einen entsprechenden Bonus freigeschaltet hat – diese Post wird sofort zugestellt.
Direkte Kommunikation mit Spielern der gegnerischen Fraktion ist nicht möglich. Direkt Geschriebenes wird vom Spiel in unverständliches Kauderwelsch übersetzt, das sich nur in Einzelfällen zurückübersetzen lässt. Um aber dennoch eine Verständigung zu ermöglichen, hat der Hersteller ein System von Emotes eingerichtet. Mit diesem können Emotionen und einfache Gesten übermittelt werden. So lässt das emote /winken zum Beispiel den eigenen Charakter die Hand heben und winken, während /pfeifen sogar ein hörbares Pfeifen ertönen lässt. Auch volksspezifische Witze (/witz) werden hörbar vom Charakter erzählt.
Diverse Spieler nutzen Sprachchat-Programme wie TeamSpeak oder Discord, um mit anderen Spielern über ein Mikrofon zu kommunizieren, was das Zusammenspielen, gerade in Instanzen, vereinfacht. Seit Patch 2.2 gibt es einen spielinternen Sprachchat, der auf dem gleichen Prinzip basiert, jedoch keine zusätzliche Software erfordert. Dieser Sprachchat kann z. B. in normalen Gruppen, in Schlachtzügen und auf Schlachtfeldern genutzt werden. Es können aber auch eigene Channels erstellt werden. Die aktive Nutzung ist auf 40 Spieler beschränkt, das Mithören ist aber für mehr Spieler möglich.
Seit den Anfangsjahren der MMORPGs hat sich in der Szene eine eigene Chattersprache entwickelt, die längere Aussagen in kurze, ein paar Buchstaben umfassende Wörter verpackt. Dies dient der schnellen Kommunikation z. B. in Stresssituationen, in denen man seinen Mitspielern schnell etwas mitteilen muss. So bedeutet „lol“ (englisch „laugh out loud“) „lautes Lachen“. Auch Smileys haben sich innerhalb der Spielgemeinde verändert oder wurden neu erfunden. Das Smiley „xD“ zeigt beispielsweise eine verstärkte Form des lachenden („:D“) Smileys, ein Gesicht mit vor Lachen zusammengekniffenen Augen. Doch schon lange wird dies nicht mehr einfach nur geschrieben, sondern mittels TeamSpeak etc. sogar ausgesprochen.

### Handel
In Auktionshäusern, die im Spiel integriert sind, kann man mit anderen Spielern Handel betreiben. Man hat dort die Möglichkeit, selbst hergestellte oder gefundene Gegenstände, gegen eine geringe Auktionsgebühr, für die virtuelle Spielwährung „Gold“ zu kaufen oder zu verkaufen. Man muss ein Mindestgebot sowie die Laufzeit angeben. Optional kann man auch einen Sofortkauf-Preis angeben.
Neben dem Austausch im Spiel selbst hat sich ein reger externer Handel von Gold und Gegenständen außerhalb des Spiels gegen echtes Geld entwickelt. Speziell in China sind Firmen entstanden, in denen professionelle Spieler, sogenannte Goldfarmer, durch Langzeitspielen und häufig unter unmenschlichen Bedingungen Spielwährung oder Gegenstände erwirtschaften, die dann von der Firma verkauft werden können. Die rechtliche Basis für solche Geschäfte ist bisher umstritten, wobei Händler und Spielehersteller konträre Positionen einnehmen. Gemäß den Endbenutzerlizenzvereinbarungen von World of Warcraft ist diese Art von Geschäften ausdrücklich verboten und wird mit Schließung des Nutzerkontos geahndet.

### Modifikationen
Es gibt diverse Benutzeroberflächen-Modifikationen, die allgemeine, sich wiederholende Befehle halbautomatisch ausführen, oder das Aussehen und die Bedienung des Spiels verändern. Diese „Add-ons“ werden von Spielern geschrieben. Es ist ausdrücklich von Blizzard erwünscht, dass sich jeder Spieler auf diese Weise sein Benutzer-Interface individuell gestalten kann. Es gibt z. B. Modifikationen, die zusätzliche Aktionsleisten hinzufügen, einige Texturen entfernen, Abklingzeiten von Zaubern anzeigen oder ausgegebenes Gold für Reparaturen und Flüge speichern.
In regelmäßigen Abständen erweitert Blizzard die Benutzeroberfläche um Funktionen, die vorher nur durch Add-ons möglich waren, und macht diese damit teilweise überflüssig.

#### Nicht erlaubte Modifikationen
Neben den offiziellen Modifikationen gibt es auch solche, die gegen die Endbenutzerlizenzvereinbarungen verstoßen. Laut Blizzards Bestimmungen dürfen Add-ons nur mit den dafür vorgesehenen Möglichkeiten erstellt werden und den Spielern keinen direkten Vorteil verschaffen. Die letzte Regel ist allerdings umstritten, da alle Add-ons einen Vorteil verschaffen können. In der Regel sind damit nur Add-ons gemeint, die die Spielmechanik maßgeblich oder in nicht von den Entwicklern intendierter Weise verändern. Gesperrt wurden auch Modifikationen, die im Hintergrund wiederholt Datenbankeinträge des Spiels abgefragt haben und so eine überdurchschnittlich hohe Netzwerkauslastung für einen einzelnen Spiel-Clienten erzeugten. Solche Modifikationen nennt man Sniffer. Ziel war es, mit den gewonnenen Daten die Datenbanken privater Server zu befüllen.

#### Überwachung der Client-Computer
Um zu vermeiden, dass auf dem Client-Rechner via externer Programme auf den World-of-Warcraft-Prozess zum Zwecke der Vorteilsbeschaffung oder der Ablauf-Automatisierung eingewirkt wird, ist in World of Warcraft eine Überwachungsfunktionalität enthalten. Mit Hilfe einer speziellen Software – „Warden“ genannt – werden während der Ausführung von World of Warcraft sowohl Arbeitsspeicher als auch andere CPU-Prozesse kontrolliert und nach Mustern bekannter Cheat-Programme durchsucht. Der Kunde wird vor dem ersten Start des Spieles innerhalb der Vertragsdetails auf diesen Umstand hingewiesen. Die Einwilligung in diese Methoden ist eine Grundvoraussetzung für die Teilnahme am Spiel. Datenschützer sehen Gefahren bezüglich der Vertraulichkeit privater Daten, die auf diesem Wege Blizzard Entertainment grundsätzlich bekannt werden könnten, und damit deutliche Parallelen zu Spyware. Blizzard Entertainment erhielt für dieses Vorgehen deshalb im Jahr 2005 den österreichischen Big Brother Award, einen Negativpreis, der jährlich vergeben wird, im Bereich Kommunikation.

#### Hacks
Hacks manipulieren die vom Spiel-Clienten an den Server gesendeten Datenpakete, indem sie Werte manipulieren. Spieler, die auf normalem Wege spielen, können sich durch diese Hacks benachteiligt fühlen, vor allem in Kämpfen um Belohnungen. Blizzard sorgt in der Regel dafür, dass ein bestimmter Hack nicht länger genutzt werden kann, und sperrt sämtliche Spieler, denen der Gebrauch des Hacks nachgewiesen werden kann. „Warden“, das Anti-Cheat-System von World of Warcraft sperrt automatisch Accounts, die Auffälligkeiten vorweisen. Blizzard führte zusätzlich dazu vor einigen Jahren eine ‚Melden‘-Funktion ein, die es den Spielern mittels weniger Klicks andere Spieler, die sich auffällig verhalten, zu melden. In solchen Fällen handelt es sich meist um computergesteuerte Charaktere.

#### Computergesteuerte Charaktere
Es gibt Programme, die Abläufe eines Charakters automatisieren und die Steuerung des Spielers übernehmen (nicht zu verwechseln mit Nicht-Spieler-Charakteren, die von Blizzard erstellt werden). Diese Bots sammeln entweder Gegenstände oder Gold oder werben für den virtuellen Handel (meist durch Chatmitteilungen oder Post im Spiel). Bots werden auch dazu benutzt, den Handel mit virtuellen Gütern gegen echtes Geld anzutreiben, da sie effizient das Sammeln von Gegenständen und Gold übernehmen können. Das Benutzen derartiger Programme ist laut Blizzards Nutzungsbestimmungen untersagt und kann zur Kontosperrung führen, wenn die Benutzung nachgewiesen werden kann.
Durch die Zunahme der Werbung wurden Add-ons wie „SpamMeNot“ entwickelt, um unerwünschte Mitteilungen stark zu reduzieren und das Weiterleiten an Gamemaster zu vereinfachen. Seit Patch 2.1 hat Blizzard das Anti-Spamsystem verbessert und das Melden der Spammer vereinfacht.

### Private Server
Neben den offiziellen Blizzard-Servern gibt es private Server, sogenannte Freeshards, für die keine Gebühren anfallen. Die Spieler setzen dazu eine – meist frühere – Version des Original-Spielclients ein, der mit einem von privaten Personen oder Gruppen betriebenen Server Verbindung aufnimmt. Auf diesen Servern läuft eine von Enthusiasten entwickelte Software (ebenfalls als „Server“ bezeichnet), die die Originalserver von Blizzard Entertainment imitieren.
Blizzard Entertainment lehnt Privatserver ab. Die Rechtslage ist dabei nicht ganz eindeutig, weder aus Sicht der Spieler noch der Betreiber dieser privaten Server. Es liegt allerdings grundsätzlich so genanntes Reverse Engineering vor, welches immer wieder Gegenstand von Gesetzesentwürfen für Urheberrechtsschutz ist. Außerdem verstößt man gegen etliche Punkte der Lizenzvereinbarungen, die man als Kunde rechtskräftig bestätigt hat. Unter anderem werden auch die für die Privatserver notwendigen alten Versionen des WoW-Clients zum Download angeboten, was ein klarer Verstoß gegen das Urheberrecht (engl. „Copyright“) ist.
Private World-of-Warcraft-Server sehen sich mit dem Problem konfrontiert, dass Blizzard Entertainment ständig neue und komplexere Spielinhalte entwickelt. Dies hat zur Folge, dass die Software der privaten Server nur erheblich ältere Versionen der Clients unterstützt, als neue Inhalte veröffentlicht werden. Viele Spieler entscheiden sich andererseits gezielt für einen Privatserver, da nur dort das Spiel auf einem früheren Stand erlebt werden kann. Die meisten privaten Server laufen daher bewusst auf jüngeren Versionen des ursprünglichen Spiels („Classic“, 2004) beziehungsweise der Addons The Burning Crusade (2007), Wrath of the Lich King (2008) oder Cataclysm (2010) und werden nicht mehr nachträglich erweitert.
In den letzten Jahren haben sich mehrere Kategorien für die privaten Server etabliert:
| Kategorie   | Beschreibung |
| ----------- | --- |
| Blizzlike   | Die ‚Blizzlike‘-Server sind darauf bedacht, ein möglichst originales Spielgefühl zu erzeugen. Dabei wird darauf geachtet, dass die Verhältnisse des erspielten Goldes, der Erfahrung und der Gegenstände, die beispielsweise von besiegten Gegnern fallen gelassen werden, denen der offiziellen World-of-Warcraft-Server gleichen. |
| Highrate    | Auf ‚Highrate‘-Servern wird das Spiel ebenfalls möglichst originalgetreu nachgebaut, jedoch werden auf diesen Servern bestimmte Multiplikatoren erhöht. Diese beeinflussen die Menge des erspielten Goldes, der Erfahrung sowie die Anzahl und überhaupt die Wahrscheinlichkeit fallen gelassener Gegenstände von besiegten Gegnern. Unter ‚Highrate‘ sind minimal erhöhte Multiplikatoren (2×, 3×) ebenso zu verstehen wie deutlich angehobenere Werte (10×, 20×). |
| Fun         | 'Fun'-Server sind oftmals sehr unterschiedlich. Gemein haben jedoch alle, dass sie den eigentlichen Sinn des Spiels untergraben und man als Server-Administrator beispielsweise sog. „Jump’n’Run“-Events, ‚Schnitzeljagden‘ uvm. veranstaltet, um die Spieler auf dem Server zu unterhalten. Der Unterhaltungsfaktor des Spiels an sich geht dabei in der Regel verloren. Üblich ist auch eine Auswahl an bereits vorgefertigter Charaktere, die oftmals auf der maximalen Level-Stufe starten. |
| Story       | Unter ‚Story‘-Servern versteht man, dass der Serverbetreiber eine eigene (weiterführende) Geschichte (Fan-Fiction) für das Spiel geschrieben hat und nach dieser dann mithilfe von Modifikationen an den Server-Dateien sowie an den lokalen Daten des Spiels umgesetzt wird. Diese können beispielsweise neue Völker oder Klassen, Zauber, Instanzen, Gebiete oder Kontinente und ebenso Gegenstände umfassen. Die Rechtslage ist (zumindest in Deutschland) nicht eindeutig. jedoch verstößt das Modifizieren von World of Warcraft einmal mehr gegen die Geschäftsbedingungen von Blizzard Entertainment. |
| All-GM      | Auf einem ‚All-GM‘-Server hat jeder Spieler automatisch entsprechende Berechtigungen um eigentlich den Administratoren vorbehaltene ‚Ingame‘-Befehle auszuführen. Spieler könnten sich dann beispielsweise selbst Gegenstände per Chat-Befehl zuweisen und sich teleportieren. Aufgrund der Tatsache, dass man – wenn nicht anders eingestellt – per Chat-Befehl andere Spieler töten kann, erfreuen sich ‚All-GM‘-Server keiner allzu großen Beliebtheit. Sie sind in den letzten Jahren seltener geworden.                                                                                                 |
| Arena (PvP) | Auf ‚Arena‘-Servern wird überwiegend nur in der Arena gegen andere Spieler gekämpft. Die PvE-Inhalte des Spiels bleiben die meiste Zeit unangetastet. |

## Handlung
Die Handlung in World of Warcraft knüpft an Warcraft III: The Frozen Throne an und wird durch Inhaltspatches und Erweiterungen fortgeführt.

## Geschäftsmodell
Neben dem einmaligen Kauf des Spiels selbst, muss ein monatliches Entgelt entrichtet werden, um World of Warcraft spielen zu können. Mit dem Kauf des Spiels erhält man einen kostenlosen Monat. Danach kostet ein Monatsabonnement 12,99 Euro, ein dreimonatiges Abonnement 11,99 Euro pro Monat und ein sechsmonatiges Abonnement 10,99 Euro pro Monat. Die Zahlung ist über Lastschrift, giropay, PayPal und andere Zahlungsarten möglich. Im Handel sind auch Guthabenkarten erhältlich, die an diese Preise angepasst sind. Daneben gibt es eine mit Einschränkungen verbundene Starter Edition, die ein kostenloses Spielerlebnis ermöglicht.
Zusätzlich werden folgende kostenpflichtige Dienste angeboten:
| Kostenpflichtiger Dienst         | Beschreibung                                                                                           | Preis   |
| -------------------------------- | --- | ------- |
| Charaktertransfer                | Transfer eines Charakters von seinem aktuellen Realm zu einem anderen Realm ohne Charakteranpassungen. | 25 Euro |
| Fraktionswechsel                 | Wechsel eines Charakters von seiner aktuellen Fraktion zu der anderen Fraktion.                        | 30 Euro |
| Volkswechsel                     | Wechsel eines Charakters von seinem aktuellen Volk zu einem anderen Volk in derselben Fraktion.        | 25 Euro |
| Charakteranpassung               | Änderung des Geschlechts und anderen Charakteranpassungen eines Charakters.                            | 15 Euro |
| Charakterumbenennung             | Umbenennung eines Charakters.                                                                          | 10 Euro |
| Charakteraufwertung auf Stufe 50 | Einen Charakter auf Stufe 50 setzen oder einen neuen Charakter auf Stufe 50 erstellen.                 | 60 Euro |

Zudem werden im Spiel selbst Reittiere und Haustiere gegen Entgelt angeboten.

## In den Medien

### Computerspielmessen
Blizzard Entertainment ist regelmäßig auf Computerspielmessen anwesend, um neue Spiele oder um neue Spielinhalte zu präsentieren. So wurden die Erweiterungen The Burning Crusade, Wrath of the Lich King, Cataclysm, Mists of Pandaria und Warlords of Draenor auf der BlizzCon angekündigt. 2015 kündigte der Spieleentwickler, erstmals in der Geschichte World of Warcrafts, eine Erweiterung auf der Gamescom an (Legion).
Die Ankündigungen werden auch über Twitch und YouTube übertragen und genießen eine große Fangemeinschaft. Allein bei der Live-Ankündigung von Legion verfolgten über 250.000 Menschen per Twitch die Ankündigung.

### Werbespots
Anfang 2008 wurden erstmals Werbespots mit bekannten Persönlichkeiten ausgestrahlt. Neben Steven Van Zandt, Jean-Claude Van Damme und Ozzy Osbourne warben gegen Ende 2008 auch deutsche Persönlichkeiten wie Smudo und Thomas D von den Fantastischen Vier für das Spiel. Weitere Werbepartner waren Verne Troyer, William Shatner, Mr. T und Chuck Norris. Aktuell werden nur noch Werbespots ausgestrahlt, die für das Erscheinen von Erweiterungen werben.

### WOW!
WOW! war eine Fernsehsendung von GIGA, die sich ausschließlich mit World of Warcraft beschäftigte. Die Sendung wurde von Florian Kamolz und Philipp Senkbeil moderiert. Inhalte der Sendung waren verschiedene Anleitungen und Ratgeber zum Erfüllen von Quests, verschiedenen Talentspezialisierungen und zum Erhalten von Ruf und Ehre. Zuschauer hatten immer die Möglichkeit, den Moderatoren Fragen zu stellen, von denen einige in der Sendung und andere von der GIGA-Community beantwortet wurden. Der Sendebetrieb wurde am 31. März 2009 eingestellt.

### Make Love, Not Warcraft
Die South-Park-Folge Make Love, Not Warcraft ist eine Anspielung auf World of Warcraft und handelt von einem einzelnen Spieler, der zu mächtig geworden ist, um noch von den anderen Spielern aufgehalten werden zu können. Da er jede in Reichweite befindliche Charaktere innerhalb kürzester Zeit tötet, befürchtet selbst Blizzard „das Ende von World von Warcraft“. Die letzten Hoffnungen liegen auf den Kindern aus South Park, die erst nach monatelanger Wildschweinjagd konkurrenzfähige Charaktere entwickeln konnten und den Übercharakter darauf mit Hilfe eines besonderen magischen Schwertes zu stoppen versuchen. Die Folge greift gängige Klischees auf und thematisiert auf satirische Weise das Thema Computerspielabhängigkeit.
Die Folge gewann einen Emmy in der Kategorie „Zeichentricksendung (kürzer als eine Stunde)“.

### Spielsucht
World of Warcraft gilt, wie andere Computerspiele, als potenziell süchtigmachend. Dazu gibt es entsprechende Medienberichte mit Einzelbeispielen von Betroffenen. Eine Studie von 2009 legt nahe, dass die Gefahr, an einer Sucht zu erkranken bei World of Warcraft höher ist, als bei anderen Computerspielen. Dabei wurde unter männlichen, jugendlichen Spielern mit 8,5 Prozent der höchste Anteil abhängiger Spieler, unter den 10 beliebtesten Spielen, festgestellt.
Eine andere Veröffentlichung nennt zwei Faktoren, durch welche World-of-Warcraft-Spieler abhängig werden können: Erstens die starke Identifikation mit dem Charakter, verbunden mit dem Gefühl, mit diesem im Spiel, etwas zu erreichen, voranzukommen – als Ersatz für dieses Erfolgsgefühl im wirklichen Leben. Zweitens der Fakt, dass das Spiel während der Zeit, wenn der Einzelne nicht spielt, trotzdem weiter läuft und ggf. sogar neue Inhalte erscheinen. Dadurch habe der Spieler immer das Gefühl, etwas zu verpassen, wenn er nicht spielt.

### Warcraft-Film
Blizzard produzierte in Zusammenarbeit mit den beiden Filmstudios Legendary Pictures und Universal Pictures Warcraft: The Beginning. Bei dem Film handelt es sich um die erste Realverfilmung eines Blizzard-Spiels und erzählt nicht die Geschehnisse von World of Warcraft, sondern er erzählt mit einigen Freiheiten die Geschehnisse aus dem allerersten Warcraft-Echtzeit-Strategiespiel Warcraft: Orcs & Humans von 1994 und basiert zudem auf Teilen des Buches World of Warcraft – Der Aufstieg der Horde.
Der Film kam am 26. Mai 2016 in 2D, 3D und IMAX 3D in die deutschen Kinos.

### Fankultur

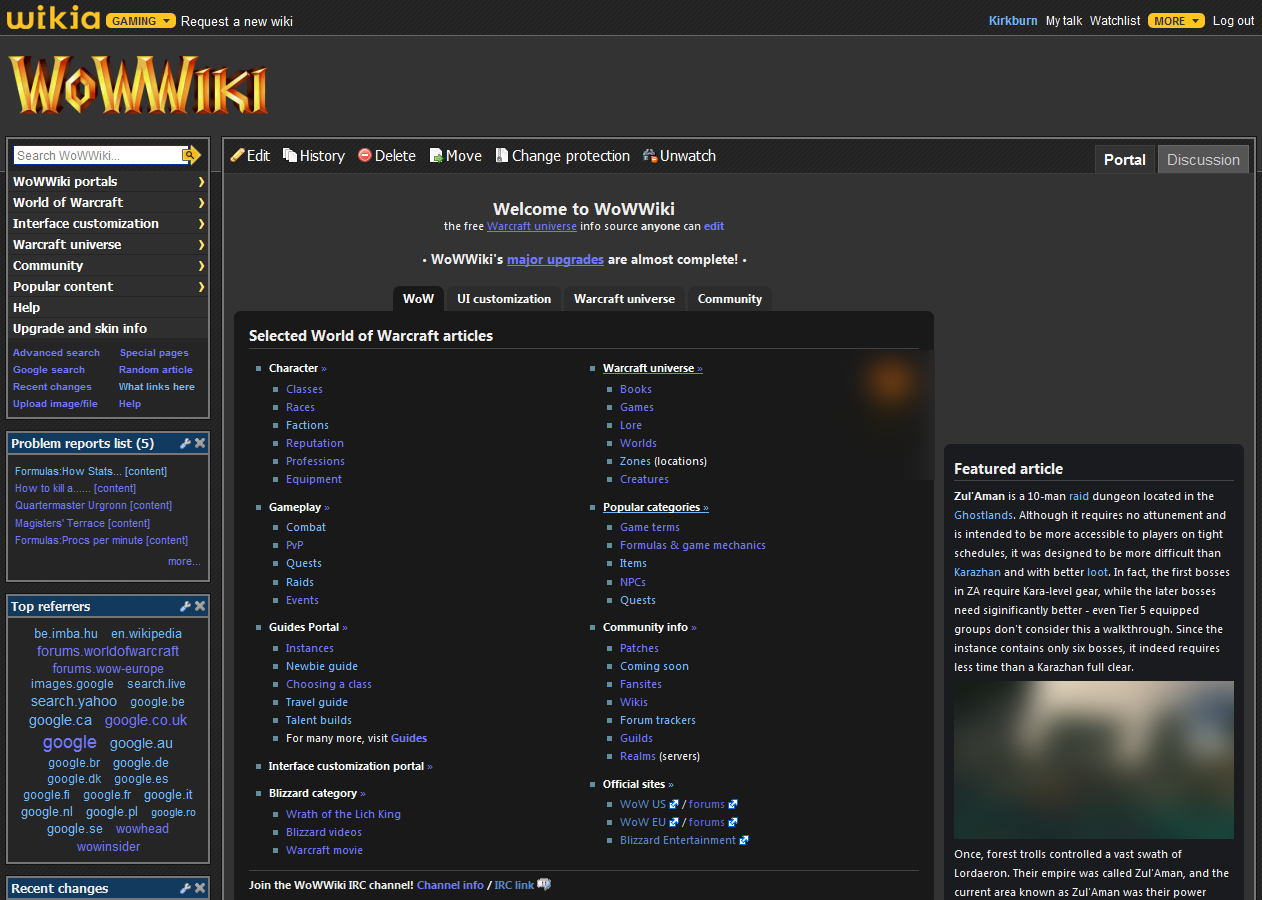
WoWWiki: Eine WoW-Fansite

Durch die große Spielergemeinschaft von World of Warcraft hat sich eine umfassende Fankultur gebildet. So gibt es auf dem Spiel basierende Comics, Kurzgeschichten, Artbooks, Bücher (insbesondere Romane) und Hörspiele. Es werden regelmäßig Zeichnungen von Spielern vorgestellt, die von Blizzard mit Preisen prämiert werden. Mehrere Computerspielmagazine und Websites berichten hauptsächlich über World of Warcraft. Auch mehrere YouTuber berichten über das Spiel. Außerdem finden regelmäßige Cosplay- und Tanzwettbewerbe statt.

## Entwicklung
Das Spiel wurde am 3. September 2001 auf der European Computer Trade Show offiziell angekündigt. Die Entwicklung des Spiels dauerte nach eigenen Unternehmensangaben vier bis fünf Jahre, wovon alleine die Testphase zwei Jahre in Anspruch nahm. Die 3D-Grafik verwendet verschiedene Elemente der Grafik-Engine von Warcraft 3. Die Spielwelt wurde als offenes Umfeld für alle Spieler eines Servers geschaffen. Quests sollten dem Spieler bei der Charakter-Entwicklung helfen und ihn dazu anregen, möglichst viele verschiedene Zonen zu erkunden. Außerdem wurden diese so gestaltet, dass sich Spieler beim Erfüllen von Quests nicht gegenseitig stören. Die Bedienoberfläche wurde in Ansätzen offen gestaltet, damit der Spieler Aussehen und Lage der Steuerelemente anpassen konnte.
World of Warcraft wurde für Windows und macOS veröffentlicht. Inoffizielle Linux- und FreeBSD-Unterstützung lässt sich über Wine Derivate wie Cedega oder CrossOver erzielen. Ein Spielclient für Linux existiert, wurde von Blizzard aufgrund von Bedenken bezüglich der Komplexität einer Unterstützung des Linux-Ökosystems jedoch nie veröffentlicht. Seit Patch 3.0.2 wird das Spiel nur noch ab Windows XP unterstützt. Mit Patch 4.0.3 wurde die Unterstützung für PowerPCs aufgegeben.
Die Originalversion des Spiels (auch Classic oder Vanilla genannt) wurde am 23. November 2004 in Mexiko, Neuseeland, Kanada, Australien und den Vereinigten Staaten veröffentlicht. Während es in Südkorea am 18. Januar 2005 erschienen ist, wurde es in Europa am 11. Februar 2005 veröffentlicht. Später folgte dann auch die Veröffentlichung in der Volksrepublik China, in Singapur, in Taiwan, in Hongkong, Macau, Südafrika und Russland. In diesen Ländern bzw. Kontinenten wurde das Spiel zwar veröffentlicht, es wurde aber nur in eine englische, deutsche, französische, spanische, russische, brasilianisch-portugiesische und in eine italienische Sprachversion vollständig lokalisiert.

## Rezeption

### Wertungen
|                       | World of Warcraft | The Burning Crusade | Wrath of the Lich King | Cataclysm | Mists of Pandaria | Warlords of Draenor | Legion  | Battle for Azeroth | Shadowlands           | The War Within |
| --------------------- | ----------------- | ------------------- | ---------------------- | --------- | ----------------- | ------------------- | ------- | ------------------ | --------------------- | -------------- |
| Datenbankwertungen    |                   |                     |                        |           |                   |                     |         |                    |                       |                |
| Metacritic            | 93 %              | 91 %                | 91 %                   | 90 %      | 82 %              | 87 %                | 88 %    | 79 %               | 83 %                  | 85 %           |
| GameRankings          | 91,89 %           | 91,48 %             | 92,68 %                | 91,45 %   | 82,80 %           | 85,33 %             | 87,19 % | 79,54 %            | Fusion mit Metacritic |                |
| Publikationswertungen |                   |                     |                        |           |                   |                     |         |                    |                       |                |
| GameStar              | 90 %              | 92 %                | 89 %                   | 88 %      | 85 %              | 88 %                | 89 %    | 83 %               | 84 %                  | 88 %           |
| PC Games              | 94 %              | 90 %                | -                      | 91 %      | -                 | -                   | [ 60 ]  | 90 %               |                       |                |
| Computer Bild Spiele  | 1,78              | 1,87                | 2,34                   | -         | 2,11              | 2,20                | 1,83    | 1,60               |                       |                |
| 4Players              | 91 %              | 91 %                | 91 %                   | 88 %      | 83 %              | 85 %                | [ 75 ]  | [ 76 ]             | [ 77 ]                |                |
| IGN                   | 9,1/10            | 8,8/10              | 9/10                   | 9/10      | 8,7/10            | 9/10                | 9,1/10  | 8,0/10             | 8,0/10                |                |
| Nutzerwertungen       |                   |                     |                        |           |                   |                     |         |                    |                       |                |
| Metacritic            | 7,3/10            | 7,9/10              | 7,5/10                 | 5,6/10    | 4,8/10            | 5,9/10              | 7,3/10  | 3,0/10             | 5,1/10                |                |

Die Tabelle zeigt, dass sich die Kritiker und Nutzer oft uneins sind. Dies liegt vor allem daran, dass die Kritiker beim Release die jeweilige Erweiterung rezensieren, während Nutzer das gesamte Spielangebot einer Erweiterung über die gesamte Laufzeit bewerten. So wurden alle Spiele mit Ausnahme von Mists of Pandaria sowie Battle for Azeroth gleich positiv von den Kritikern bewertet. Trotz der guten Kritikerbewertungen von Cataclysm, Mists of Pandaria und Warlords of Draenor halten die Erweiterungen bei den Nutzern eine eher schlechte Bewertung. Battle for Azeroth wurde von den Kritikern als auch von den Nutzern am schlechtesten bewertet.

### Auszeichnungen
World of Warcraft sowie alle Erweiterungen wurden mehrfach ausgezeichnet.

### Abonnentenzahlen
Die Abonnentenzahlen von World of Warcraft stiegen bis zum dritten und vierten Quartal 2010 an. In diesen zwei Quartalen wurde der Höchststand mit 12 Millionen Abonnenten erreicht. Seit dem vierten Quartal 2010 sinken die Abonnentenzahlen. Das Spiel erreicht aber noch einige Abonnentensteigerungen, wenn ein Inhaltspatch oder eine Erweiterung veröffentlicht wird. Ende 2015 kündigte das Unternehmen an, keine aktuellen Abonnentenzahlen mehr zu veröffentlichen. Es gebe andere Kriterien, die wesentlich besser den Stand des Spiels verdeutlichen sollen, so das Unternehmen. Somit bleiben die 5,5 Millionen des Novembers 2015 letzte veröffentlichte Abonnentenzahl.
Im Jahr 2013 erzielte das Spiel einen Umsatz von 1041 Millionen US-Dollar und hielt einen Marktanteil von 36 % des MMORPG-Bereiches, was es somit zu einem der lukrativsten Unterhaltungsmedien macht. 2014 erzielte das Spiel einen Umsatz von 728 Millionen US-Dollar. Bis Juli 2012 generierte das Spiel über 10 Milliarden US-Dollar Umsatz und macht es damit zum erfolgreichsten Computerspiel. Es hält zudem seit 2009 den Guinness-Weltrekord für das beliebteste MMORPG.
Am 8. September 2016 wurde berichtet, dass die Anzahl der gleichzeitig aktiven Spieler in der ersten Woche der sechsten Erweiterung Legion so hoch gewesen ist wie seit dem Start von Cataclysm im Jahr 2010 nicht mehr.

### Verkaufszahlen
| Erweiterung            | Verkaufszahlen                                |
| ---------------------- | --------------------------------------------- |
| The Burning Crusade    | 2,4 Millionen Mal innerhalb des ersten Tages. |
| Wrath of the Lich King | 2,8 Millionen Mal innerhalb des ersten Tages. |
| Cataclysm              | 3,3 Millionen Mal innerhalb des ersten Tages. |
| Mists of Pandaria      | 2,7 Millionen Mal innerhalb einer Woche.      |
| Warlords of Draenor    | 3,3 Millionen Mal innerhalb des ersten Tages. |
| Legion                 | 3,3 Millionen Mal innerhalb des ersten Tages. |
| Battle for Azeroth     | 3,4 Millionen Mal innerhalb des ersten Tages. |
| Shadowlands            | 3,7 Millionen Mal innerhalb des ersten Tages. |
| Dragonflight           | unbekannt                                     |

## Erweiterungen
Seit dem Erscheinen der Grundversion wurden die Erweiterungen The Burning Crusade, Wrath of the Lich King, Cataclysm, Mists of Pandaria, Warlords of Draenor, Legion, Battle for Azeroth, Shadowlands und Dragonflight veröffentlicht. Seit der Veröffentlichung der Erweiterung Legion wurden alle früheren Erweiterungen in das Hauptspiel integriert und müssen nicht mehr separat erworben werden. Ihre Inhalte stehen für alle Käufer der Vollversion uneingeschränkt zur Verfügung.
Die Erweiterungsübersicht stellt nicht nur die Inhalte der Erweiterung selbst dar, sondern auch die Inhalte aller in der Erweiterung veröffentlichten Patches. Deshalb können sich die Inhalte der aktuell laufenden Erweiterung Dragonflight stark ändern. Zusätzlich wurden in einigen Erweiterungen Inhalte eingeführt, die in den folgenden Erweiterungen fortgesetzt wurden, so dass die sonstigen Inhalte nur die neueingeführten Inhalte repräsentieren und nicht alle sonstigen eingeführten Inhalte. So wurden zum Beispiel die in Mists of Pandaria eingeführten Haustierkämpfe oder die Weltquests nach Legion in Battle for Azeroth fortgeführt.
Im Zuge der BlizzCon 2023 wurde die Erweiterung The War Within angekündigt. Diese Erweiterung stellt den Anfang der sogenannten dreiteiligen Worldsoul Saga dar. Die zwei weiteren dazugehörigen Erweiterungen heißen Midnight und The Last Titan.
|                        | Ankündigungsdatum | Veröffentlichungsdatum | Neue Maximalstufe                                                      | Neue Rasse | Neue Klasse        | Neue Welt / Neuer Kontinent                                      | Neue Dungeons | Neue Schlachtzüge | Neue Arenen | Neue PvP-Zone | Neue Schlachtfelder | Neuer Beruf      | Sonstige Inhalte |
| ---------------------- | ----------------- | ---------------------- | ---------------------------------------------------------------------- | --- | ------------------ | ---------------------------------------------------------------- | ------------- | ----------------- | ----------- | ------------- | ------------------- | ---------------- | --- |
| The Burning Crusade    | 28. Oktober 2005  | 15. Januar 2007        | 70                                                                     | Blutelfen (Horde) Draenei (Allianz) | –                  | Scherbenwelt                                                     | 16            | 8                 | 2           | –             | 1                   | Juwelenschleifen | Fliegende Reittiere, Arenakämpfe, Instanzenfinder, Gildenbank |
| Wrath of the Lich King | 3. August 2007    | 13. November 2008      | 80                                                                     | – | Todesritter        | Nordend                                                          | 16            | 9                 | 1           | Tausendwinter | 2                   | Inschriftenkunde | Erfolgssystem, zerstörbare Gebäude, Belagerungswaffen, realmübergreifender Instanzenfinder |
| Cataclysm              | 21. August 2009   | 7. Dezember 2010       | 85                                                                     | Goblins (Horde) Worgen (Allianz) | –                  | Überarbeitung aller vor The Burning Crusade erschienenen Gebiete | 14            | 6                 | 1           | Tol Barad     | 3                   | Archäologie      | Umschmieden, Transmogrifikationssystem, Leerenlager, Schlachtzugsbrowser, Dunkelmondinsel |
| Mists of Pandaria      | 21. Oktober 2011  | 25. September 2012     | 90                                                                     | Pandaren | Mönch              | Pandaria                                                         | 9             | 5                 | 1           | –             | 4                   | –                | Haustierkämpfe, Herausforderungsmodus für Dungeons, accountweite Gegenstände, übergreifende Realms, Battle-Tag, Szenarien, Kampfgilde, Feuerprobe, flexibles Raidsystem                             |
| Warlords of Draenor    | 8. November 2013  | 13. November 2014      | 100                                                                    | Visuelle Überarbeitung aller vor Cataclysm erschienenen Rassen                                                                                       | –                  | Draenor                                                          | 8             | 3                 | –           | Ashran        | –                   | –                | Garnison und Schiffswerft, Charakteraufwertungssystem, mythische Dungeons, WoW-Marke, Bonusereignisse, Abenteuerführer, Twitter-Integration                                                         |
| Legion                 | 6. August 2015    | 30. August 2016        | 110                                                                    | – | Dämonenjäger       | Die Verheerten Inseln                                            | 13            | 5                 | –           | –             | –                   | –                | Artefaktwaffen, klassenspezifische Ordenshallen und Anhänger, überarbeitetes PvP-Fortschrittsystem, verbessertes Transmogrifikationssystem, Weltquests, überarbeitetes legendäres Gegenstandssystem |
| Battle for Azeroth     | 3. November 2017  | 14. August 2018        | 120                                                                    | Horde: Hochbergtauren, Nachtgeborenen, Mag'har Orcs, Zandalaritrolle Allianz: Leerenelfen, Lichtgeschmiedete Draenei, Dunkeleisenzwerge, Kul Tiraner | –                  | Kul Tiras, Zandalar                                              | 10            | 3                 | 2           | –             | 1                   | –                | Kriegsfronten, Herz von Azeroth, Plünderung unerforschter Inseln, Communities |
| Shadowlands            | 1. November 2019  | 24. November 2020      | 60 (Bestehende Charaktere der Stufe 120 werden auf 50 heruntergestuft) | Überarbeitete kosmetische Gestaltungsmöglichkeiten                                                                                                   | –                  | Schattenlande                                                    | 8             | 1                 | –           | –             | –                   | –                | Unendlicher Dungeon, Pakte, überarbeitetes Leveln, überarbeitete Charaktererstellung, neue Charakteranpassungen, neues Startgebiet (Das Exil) für neue Spieler                                      |
| Dragonflight           | 19. April 2022    | 29. November 2022      | 70                                                                     | Dracthyr | Rufer der Dracthyr | Die Dracheninseln                                                | 9             | 3                 |             |               |                     |                  | |
| The War Within         | 3. November 2023  | 27. August 2024        | 80                                                                     | Irdenen |                    | Khaz Algar                                                       |               |                   |             |               |                     |                  | |

## World of Warcraft Classic
Durch den Zugang zu privaten Servern, auf denen frühere Patches von Classic, The Burning Crusade oder auch Wrath of the Lich King laufen, wurden die Stimmen lauter, dass es ein offizielles Spiel des Spieleentwicklers geben solle, das frühere Versionen anbietet. Dies wurde durch Blizzard jedoch des Öfteren vehement abgelehnt und man verwies auf die Neuerungen, die im Laufe der Zeit das Spiel deutlich verbessert hätten. Nachdem am 10. April 2016 der größte private Server Nostalrius aufgrund rechtlicher Streitigkeiten mit Blizzard geschlossen wurde, reagierte die World-of-Warcraft-Community stark negativ. Daraufhin versprach Blizzard, sich mit den Betreibern von Nostalrius zu unterhalten. Auch nach diesen Gesprächen war der Spieleentwickler der Meinung, dass es keine Server mit früheren Versionen geben werde. Auf der Blizzcon 2016 fragte ein Fan, ob Blizzard seine Meinung geändert habe – Blizzard antwortete, dass dies weder im Gespräch noch in Entwicklung sei.
Auf der BlizzCon 2017 folgte dann überraschenderweise eine Ankündigung von World of Warcraft Classic, die stark bejubelt wurde. Begründet wurde dies mit dem verstärkten Wunsch der World-of-Warcraft-Community. Die wichtigste Entscheidung des Spieleentwicklers war es zunächst, auf welche Version des Spiels sich die Entwicklung konzentrieren würde. Blizzard hat sich für Patch 1.12: Trommeln des Krieges als Grundlage entschieden, weil diese Version die vollständigste aller klassischen Spielerfahrungen darstelle. Das Spiel musste dabei den veränderten technischen Rahmenbedingungen angepasst werden.
Auf der BlizzCon 2018 folgte dann die Ankündigung, dass das Spiel im Sommer 2019 veröffentlicht werde. Das Spiel wurde am 27. August 2019 veröffentlicht.
Innerhalb der BlizzConline wurde eine Wiederöffentlichung von The Burning Crusade angekündigt, die am 2. Juni 2021 veröffentlicht wurde. Daneben gibt es auch Realms, die weiterhin auf dem Stand des Inhaltsupdates Schatten der Nekropole (letzter Patch von World of Warcraft: Classic) sind.